# عصابة الثمانية (الهجرة)
كانت عصابة الثمانية Gang of Eight عبارة عن مجموعة من ثمانية أعضاء من مجلس الشيوخ الأمريكي ( أربعة ديمقراطيين وأربعة جمهوريين ) قاموا بكتابة قانون أمن الحدود والفرصة الاقتصادية وتحديث الهجرة لعام 2013. في يونيو 2013، أقرّ مجلس الشيوخ مشروع القانون رقم 744 بأغلبية كبيرة — 68 صوت مقابل 32، مع انضمام 14 جمهوري إلى جميع الديمقراطيين. إلا أن مجلس النواب الأمريكي، برئاسة جون بوينر، لم يُقرّ مشروع القانون، وانتهت صلاحيته بنهاية الدورة 113 للكونغرس. خلال الانتخابات التمهيدية الرئاسية للحزب الجمهوري عام 2016، واجه ماركو روبيو، الذي كان يترشح للرئاسة، هجمات من منافسين مثل تيد كروز ودونالد ترامب بسبب دوره في مجموعة الثمانية.

## الأعضاء
في سياق إصلاح الهجرة المقترح، تتكون مجموعة الثمانية من أربعة أعضاء ديمقراطيين وأربعة جمهوريين في مجلس الشيوخ. من بين أعضاء مجلس الشيوخ الثمانية الذين شكلوا المجموعة في الأصل، ظل أربعة في مناصبهم اعتبارًا من 2025 ، توفي جون ماكين عام 2018، وتقاعد جيف فليك عام 2019، واستقال بوب مينينديز عام 2024 بسبب إدانته في قضية فساد سياسي، واستقال ماركو روبيو عام 2025 ليصبح وزير الخارجية.
|   | الاسم         | الصورة | الانتماء الحزبي | الولاية       | ملاحظات                 |
| - | ------------- | ------ | --------------- | ------------- | ----------------------- |
| 1 | مايكل بينيت   |        | ديمقراطي        | كولورادو      |                         |
| 2 | ديك دوربين    |        | ديمقراطي        | إلينوي        |                         |
| 3 | جيف فليك      |        | جمهوري          | أريزونا       | تقاعد 2019              |
| 4 | ليندسي غراهام |        | جمهوري          | ساوث كارولينا |                         |
| 5 | جون ماكين     |        | جمهوري          | أريزونا       | توفي 2018               |
| 6 | بوب مينينديز  |        | ديمقراطي        | نيوجيرسي      | استقال 2024             |
| 7 | ماركو روبيو   |        | جمهوري          | فلوريدا       | أصبح وزير الخارجية 2025 |
| 8 | تشاك شومر     |        | ديمقراطي        | نيويورك       |                         |

## السياسات
وفقًا لمقال نُشر في مجلة المجلة الوطنية للقانون National Law Review، فإن السياسات التي تبنتها مجموعة الثمانية تتضمن الأحكام التالية:
- إن الحصول على الجنسية للمهاجرين غير الشرعيين[5] الموجودين بالفعل في الولايات المتحدة مشروطٌ بتحسينات في أمن الحدود وتتبع التأشيرات. وتنص الخطة على منح الإقامة الدائمة للمهاجرين غير الشرعيين فقط بعد حصول المهاجرين القانونيين الذين ينتظرون تاريخ أولويةٍ ساري على وضع الإقامة الدائمة، ومسارٍ مختلفٍ للجنسية للعمال الزراعيين من خلال برنامجٍ للعمال الزراعيين.
- إصلاحات نظام الهجرة التجارية، مع التركيز على تقليل تراكمات التأشيرات الحالية وتسريع الحصول على الإقامة الدائمة لخريجي تأشيرة الطالب الجامعي الأمريكي الحاصلين على درجات متقدمة في مجالات العلوم والتقانة والهندسة والرياضيات (STEM).
- نظام موسع ومحسن للتحقق من التوظيف لجميع أصحاب العمل للتأكد من تصريح عمل الموظف.
- تحسين خيارات تأشيرة العمل للعمال ذوي المهارات المنخفضة بما في ذلك برنامج العمال الزراعيين.